# Marc-André Kruska
Marc-André Kruska (* 29. Juni 1987 in Castrop-Rauxel) ist ein deutscher Fußballspieler.

## Spieler

### Borussia Dortmund
Kruska wechselte 1999 vom VfR Rauxel in die Jugend von Borussia Dortmund. Dort hatte er alle Jugendauswahlen von der C-Jugend an durchlaufen, ehe er im Alter von 17 Jahren sein Debüt in der Fußball-Bundesliga gab. Bei der 0:1-Auswärtsniederlage beim 1. FC Kaiserslautern in der Spielzeit 2004/05 wurde er kurz vor der Halbzeit für Patrick Kohlmann eingewechselt. Sein erstes Pflichtspieltor erzielte der defensive Mittelfeldspieler am letzten Spieltag dieser Saison beim 2:1 gegen Hansa Rostock. In der Rangliste der jüngsten Bundesligatorschützen belegte er damit den sechsten Rang. Er wurde in der Kategorie U-18 mit der Fritz-Walter-Medaille als Nachwuchsspieler des Jahres 2005 ausgezeichnet.
In den folgenden Jahren etablierte sich Kruska im defensiven Mittelfeld der Borussia, auch wenn er zu keiner Zeit Stammspieler war. Vorwiegend als Ersatz von Sebastian Kehl absolvierte er in seiner ersten Profisaison 18 Spiele, im folgenden Jahr 24 und in der Spielzeit 2006/07 31 Partien. Sein zweiter Bundesligatreffer war ein verwandelter Foulelfmeter beim 3:1 des BVB in Bremen im November 2006. Auch in der Spielzeit 2007/08 wurde Kruska regelmäßig in der ersten Elf der Borussia eingesetzt. Mit dem BVB stand er auch am 19. April 2008 im DFB-Pokal-Finale in Berlin, das mit 1:2 gegen den FC Bayern München verloren wurde. Er  kam allerdings nicht zum Einsatz.

### FC Brügge
Nachdem er in der Hinrunde der Saison 2008/09 nur sporadisch zum Einsatz in der Bundesligamannschaft des BVB gekommen war, wechselte Kruska im Januar 2009 zum belgischen Verein FC Brügge. Dort unterschrieb er einen bis zum Sommer 2011 gültigen Vertrag. Zuvor hatte auch Real Madrid ernstes Interesse bekundet. Dort hätte Kruska aber zunächst nur in der zweiten Mannschaft gespielt.

### FC Energie Cottbus / FSV Frankfurt
Trotz eines Stammplatzes verließ er Brügge bereits nach einem halben Jahr wieder. Er unterschrieb einen Dreijahresvertrag beim deutschen Zweitligisten Energie Cottbus. Sein erstes Spiel für Energie absolvierte er am 14. September 2009 bei der 2:4-Niederlage gegen den Karlsruher SC. Im Laufe der Saison wurde er zur festen Größe im Spiel von Claus-Dieter Wollitz. Von 2010 bis 2013 war er Mannschaftskapitän. Zur Saison 2013/14 wurde er von Uwe Möhrle in dieser Funktion abgelöst.
Am 3. Januar 2014 wechselte Kruska zum Zweitligakonkurrenten FSV Frankfurt und unterschrieb einen bis 2016 gültigen Vertrag.

### SC Paderborn 07  / Werder Bremen II
Nachdem er mit Frankfurt in die 3. Liga abgestiegen war, wechselte Kruska im Sommer 2016 zum ebenfalls in die 3. Liga abgestiegenen SC Paderborn 07. In der Winterpause der Saison 2017/18 wurde er vom Ligakonkurrenten Werder Bremen II verpflichtet.

### F91 Düdelingen
Am 13. Juni 2018 gab der amtierende Luxemburgische Meister F91 Düdelingen die Verpflichtung Kruskas bekannt. Hier spielte er in der Gruppenphase der Europa League und konnte am Ende der Saison die Meisterschaft feiern.

### Amateurbereich
Zur Saison 2019/20 kehrte er dann in seine Heimatstadt Castrop-Rauxel zurück und schloss sich für ein Jahr als Vertragsamateur dem Landesligisten FC Frohlinde an. Im Sommer 2021 trat er dann für die VfL Bochum Betriebsmannschaft in der Kreisliga C an, einer Mannschaft, die aus Angestellten des Vereins besteht.

## Trainer
Parallel zu seiner Spieleraktivität ist er seit Juli 2019 auch Co-Trainer der U19 des VfL Bochum in der A-Junioren-Bundesliga.

## Sonstiges
Kruska absolvierte neben der Fußballkarriere eine Ausbildung zum Bürokaufmann bei einem großen Dortmunder VW-Autohaus, die er 2007 erfolgreich abschloss.